# استیون جی گولد
استفان جِی گولد (به انگلیسی: Stephen Jay Gould) (زاده ۱۰سپتامبر ۱۹۴۱ -مرگ ۲۰ می۲۰۰۲) دیرین‌شناس، زیست‌شناس تکاملی و مورخ علم اهل آمریکا بود. او همچنین یکی از مؤثرترین و پرخواننده‌ترین نویسندگان نثر علمی خوش‌خوان و مردم‌پسند بود. گولد بیشتر عمر شغلی خود را صرف تدریس در دانشگاه هاروارد و کار در موزهٔ آمریکایی تاریخ طبیعی نیویورک کرد. گولد در سال‌های آخر عمرش همچنین بیولوژی و تکامل را در دانشگاه نیویورک تدریس کرد.
از بزرگترین دستاوردهای گولد در علم، ارائهٔ نظریه «تعادل نقطه‌ای» بود که به همراه نیلز الدرج به سال ۱۹۷۲ شرح و بسط داد. این نظریه می‌گوید بیشتر تکامل با دوره‌های طولانی ثبات تکاملی علامت گذاری شده‌است که با تصادفات نادر از جوانه‌زنی تکامل نقطه گذاری گشته‌است. این تئوری در تضاد با تدریج‌گرایی فیلتیک بیان شد؛ نظر پرطرفداری که تغییر تکاملی با الگویی از تغییرات آهسته و مستمر در پیشینهٔ فسیلی نشان داده می‌شود.
اکثر تحقیقات تجربی گولد در مورد دسته حلزون‌های خاکی پوسیلوزونیت و کریون بود. وی همچنین در پیشرفت زیست‌شناسی تکاملی در حال رشد سهیم بود؛ و به خاطر کتاب‌های رشدشناسی و تکامل نژادی مورد تمجیدهای بسیار قرار گرفت. در نظریه تکامل، او با انتخاب‌گرایی سرسختانه، جامعه‌شناسی زیستی، که در مورد انسان به کار می‌رود و روانشناسی تکاملی به مقابله پرداخت. وی همچنین کمپینی علیه آفرینش‌گرایی راه‌اندازی کرد و اظهار کرد علم و دین باید دو حوزه مجزا در نظر گرفته شوند یا همان (مجیستریا) که قلمروهایشان همپوشانی نمی‌کند.
بسیاری از مقالات گولد دربارهٔ تاریخ طبیعی در مجلات منتخب تجدید چاپ شدند، نظیر از زمان داروین و شست پاندا. رسالات محبوب او شامل کتب آنتوژنی و فیلوژنی، سنجش اشتباه انسان، زندگی شگفت‌انگیز و دست فول می‌باشد. کتاب شست پاندا تألیف گولد در سال‌های ۱۹۸۰ و ۱۹۸۱ میلادی برنده دو جایزه مهم شد.
گولد پس از سال‌ها کار در زمینه تحقیقات مربوط به تحول جانوران در ۲۱ مه ۲۰۰۲ میلادی، پس از یک دوره طولانی تحمل بیماری سرطان درگذشت.

## زندگی
استیون جی گولد در کوئینز نیویورک در ۱۰ سپتامبرِ ۱۹۴۱ به دنیا آمد. پدر او لئونارد، ستاره‌شناس دادگاه و در جنگ جهانی دوم دوران سربازی خود را در نیروی دریایی انجام داد. مادر وی النور یک هنرمند بود و والدین مادری وی یهودی‌های مهاجری بودند که در منطقه گارمنت ساکن بودند. گولد و برادر کوچکترش، پیتر، در منطقه بیساید بزرگ شدند که منطقه ای متوسط در شمال شرقی منطقه کوئینز بود. او دوران راهنمایی خود را در مدرسه روفوس کینگ (PS26) تحصیل کرد و از دبیرستان جامائیکا فارغ‌التحصیل شد.
زمانی که گولد ۴ ساله بود، پدرش او را به موزه دایناسورها در موزه تاریخ طبیعی آمریکا برد و در آنجا بود که برای اولین بار تیرانوسوروس رکس (تی رکس) دید و در مواجه با آن دایناسور گفت که برای اولین بار در زندگیش با چنین چیزی مواجه شده و بسیار شگفت زده شده بود. و در آن لحظه بود که تصیم گرفت دیرین‌شناس شود.
به دلیل بزرگ شدن در یک خانواده سکولار یهودی، خیلی با قوانین عبادت کردن دینی آشنا نشد و ترجیح داد که تجاهل گرا باشد. زمانی که برای مصاحبه با مجله اسپیکینگ در مورد تجاهل گرائیش به‌طور مستقیم از وی سؤال شد، در پاسخ اینگونه گفت:
اگر مجبور باشم روی خدایی به شکل انسان شرط‌بندی کنم، بدون شک روی نبودن آن شرط می‌بندم. اما با نظر هاکسلی که می‌گوید تجاهل گرایی منصفانه‌ترین اعتقاد است، هم عقیده هستم، زیرا ما واقعاً این مسائل را درک نمی‌کنیم و اگر مطابق آیین خدایی وجود داشته باشد بسیار شگفت زده خواهم گردید.

## ازدواج و خانواده
گولد با دبورا لی که یک هنرمند بود در سوم اکتبر سال ۱۹۶۵ ازدواج کرد. آنها زمانی که در کالج آنتیوچ تحصیل می‌کردند یکدیگر را ملاقات کردند. آنها صاحب دو فرزند پسر به نامهای جسی و ایتن بودند و برای ۳۰ سال کنارهم زندگی کردند.[۲۳] او در سال ۱۹۹۵ با هنرمندی به نام روندا رولند شیرر برای بار دوم ازدواج کرد.

## اولین کشمکش او با سرطان
در ژوئیه سال ۱۹۸۲ تشخیص داده شد که گولد به سرطان غدهی قسمتی از روده که یکی از کشنده‌ترین سرطانها است، مبتلا است. این نوع از سرطان اغلب در افرادی که نوعی ماده معدنی ای که در ساخت موزه سنجشی جانورشناسی هاوارد استفاده شده را استنشاق یا قورت داده‌اند، دیده می‌شود. پس از بهبودی دشوار دو ساله در رویارویی با بیماری سخت، گولد ستونی را در مجله دیسکاور با سر تیتر" The Median Isn't the Message" (میانگین حاوی پیامی نیست!) چاپ کرد که در آن توضیح می‌دهد که " بیماری غده ی که معمولاً در اثر استنشاق پنبه ی نسوز به وجود می‌آید غیر قابل درمان است و پس از تشخیص، میانگین زنده ماندن بیمار حدود هشت ماه است." وی در مقاله اش این حقیقت اینگونه توصیف کرد و تمایلش به درک اینکه میانگین‌های آماری انتزاعی مفید هستند اما به خودی خود مسبب «تغییرات واقعی در دنیای ما و پیوندها» نمی‌شوند.

## بیماری نهایی و مرگ
در فوریه سال ۲۰۰۲، بک جراحت ۳ سانتی‌متری (۱٫۲ اینچی) در عکس رادیوگرافی سینه گولد مشاهده شد. یک آنکولوژیست سرطان وی را در مرحله چهارم تشخیص داد. گولد ۱۰ هفته بعد در ۲۰ مه سال ۲۰۰۲ به علت نوعی غده سرطانی متاستازیک بدخیم در ناحیه شش که به مغز، جگر و طحال وی نیز سرایت کرده بود، درگذشت. سرطان او هیچ ارتباطی به سرطان روده وی در سال ۱۹۸۲ نداشته و کاملاً مجزا از آن بوده‌است. او در منزل خود بر روی تختش «در حالی که در اتاق زیر شیروانی بود و همسرش روندا و مادرش النور کنارش بودند و دور و برش پر از کتاهایی که دوست داشت بود»، درگذشت.

## حرفه علمی
گولد تحصیلات عالی خود را در کالج آنتیوچ آغاز کرد و در سال ۱۹۶۳ با تحصیلات تکمیلی در زمین‌شناسی و فلسفه فارغ‌التحصیل شد. در این مدت نیز، وی در دانشگاه لیدز در انگلستان تحصیل می‌کرد. پس از اتمام کار تحصیلات تکمیلی در دانشگاه کلمبیا در سال ۱۹۶۷ با راهنمایی نورمن نیول، بلافاصله توسط دانشگاه هاروارد استخدام شد و تا پایان عمر خود در آنجا کار کرد (۲۰۰۲–۲۰۰۷). در سال ۱۹۷۳، هاروارد او را به عنوان استاد زمین‌شناسی و موزه دار دیرینه‌شناسی بی مهرگان در موزه سنجشی جانورشناسی این مؤسسه ارتقا داد.
در سال ۱۹۸۲ هاروارد به او عنوان الکساندر آگاسیز استاد جانورشناسی را اعطا کرد. سال بعد، یعنی در سال ۱۹۸۳ عضویت در انجمن علمی پیشرفت علوم آمریکا به وی اعطا شد، جایی که بعداً در آنجا به عنوان رئیس خدمت کرد (۲۰۰۱–۱۹۹۱). در خبرنامه AAAS «سهم بیشمار وی را در پیشرفت علمی و درک عمومی دانش» اذعان داشت. او همچنین به عنوان رئیس به جامعه دیرینه‌شناسی (۱۹۸۵ تا ۱۹۸۶) و جامعه مطالعه دربارهٔ تکامل (۱۹۹۰ تا ۱۹۹۱) خدمت کرد.
در سال ۱۹۸۹ گولد برای عضویت در آکادمی ملی علوم انتخاب شد. در طول سالهای ۱۹۹۶ تا ۲۰۰۲ گولد استاد تحقیقات زیست‌شناسی وینسنت آستور در دانشگاه نیویورک بود. در سال ۲۰۰۱، انجمن مردمی گرایانه آمریکایی او را به دلیل وقف عمر خود در راستای کار، بشردوست سال نامیدند. در سال ۲۰۰۸، درحالی‌که که وی در قید حیات نبود، به او و ۱۲ نفر دیگر، مدال داروین-والاس اعطا شد. (تا سال ۲۰۰۸، این مدال هر ۵۰ سال توسط انجمن لینین لندن اهدا می‌شد.)

### تکامل زیست‌شناسی فرگشتی
گولد نقش مهمی در تکامل زیست‌شناسی فرگشتی ایفا نمود، خصوصاً در کار رشدشناسی و فرگشت نژادی. وی در این کتاب بر روند ناهمگونی تأکید نموده‌است، که شامل دو فرایند مجزا است: نئوتنی و ترکیب‌های انتهایی.

### پیشرفت تکاملی
گولد از این استدلال که تحول هیچ ارتباطی با همراستا بودن «پیشرفت» دراز مدت ندارد، طرفداری کرد. تفسیرهای غیرقانونی اغلب تکامل را به شکل نردبانی برای پیشرفت ترسیم می‌کنند که به سوی ارگانیسم‌های بزرگتر، سریعتر و باهوش تر پیش می‌روند. این تفاسیر اینگونه فرض می‌کنند که این مکانیسم‌ها ارگانیسم‌ها را به سمتی هدایت می‌کند که در نتیجه تکامل به نوعی موجودات زنده پیچیده‌تر و در نهایت شبیه به انسان می‌رسند.

### روش رده‌بندی جانداران بر حسب شاخه و دودمان
گولد هرگز نتوانست از روش رده‌بندی جانداران بر حسب شاخه و دودمان به عنوان روشی برای تحقیق در مورد سلسله و روند تکاملی استفاده کند، احتمالاً به این دلیل که وی نگران این بود که چنین تحقیقاتی منجر به غفلت از جزئیات در زیست‌شناسی تاریخی شود، که ازنظر او این امر بسیار مهم می‌باشد.

## انتشارات

### مقالات
انتشارت گولد بسیار زیاد بود. در نگاهی اجمالی می‌توان گفت بین ۱۹۶۵ تا ۲۰۰۰ انتشار داشت که شامل ۴۷۹ متن به‌دقت بازبینی شده، ۲۲ کتاب، ۳۰۰ مقاله، و ۱۰۱ بازبینی اصلی کتاب، می‌شود.

### کتاب‌ها
در ادامه به لیستی از کتابهایی اشاره می‌کنیم که استفان جی گولد یا نویسنده آن کتابها بوده یا اینکه آن کتابها را ویرایش نموده‌است. در این لیست کتابهایی که پس از مرگ وی در سال ۲۰۰۲ را نیز به چاپ رسیده نیز وجود دارد. درحالی‌که برخی از کتابها بعداً دوباره به چاپ رسید، با مؤلفان متعدد، در لیست زیر مؤلف اصلی و تاریخ چاپ، ذکر کرده شده‌است. 